# Kroyeria gemursa
A Kroyeria gemursa az állkapcsilábas rákok (Maxillopoda) osztályának a Siphonostomatoida rendjébe, ezen belül a Kroyeriidae családjába tartozó faj.

## Tudnivalók
A Kroyeria gemursa nevű evezőlábú rák a nagy pörölycápa (Sphyrna mokarran) számos élősködőjének egyike. Ez a tengeri élőlény a porcos hal bőrébe fúródva viteti magát.